# Cladonia amaurocraea
Cladonia amaurocraea (Flörke) Schaer. (1887) è una specie di lichene appartenente al genere Cladonia,  dell'ordine Lecanorales.
Il nome deriva dal greco αμαυρός, amauròs, cioè indistinto, appena percettibile, per le dimensioni del tallo.

## Caratteristiche fisiche
Il tallo primario in forma simile a frutice è di piccole dimensioni, da cui fuoriescono podezi di forma fittamente ramificata, somiglianti a cespugli, con un cortex presente alla base.

## Habitat
Di norma cresce fra le pietre nei terreni di media e alta montagna.

## Località di ritrovamento
Pressoché cosmopolita, è stata rinvenuta in particolare in India, Polonia, Finlandia, Svezia, Isole Svalbard, USA (Minnesota, Maine, Michigan, New Hampshire, Vermont, Alaska, Wisconsin), Giappone, Mongolia, Cina (Tibet, Hebei, Jilin, Xinjiang, Xizang, Yunnan), Austria, Repubblica Ceca, Danimarca, Germania, Islanda, Norvegia, Spagna, Canada (Alberta, Columbia britannica, Ontario, Manitoba, Saskatchewan, Nunavut, Terranova, Labrador), Groenlandia, Argentina, Romania, Corea del Sud.
In Italia è stata rinvenuta in molte valli del Trentino-Alto Adige, è infatti presente in quasi tutta la regione; nella parte settentrionale del Veneto e nelle province più settentrionali della Lombardia; folte comunità sono presenti anche in Valle d'Aosta e nelle valli piemontesi al confine con la Francia; pochi esemplari sono stati reperiti in Friuli.

## Tassonomia
Secondo alcuni autori sarebbe Cladonia capitellata var. capitellata.

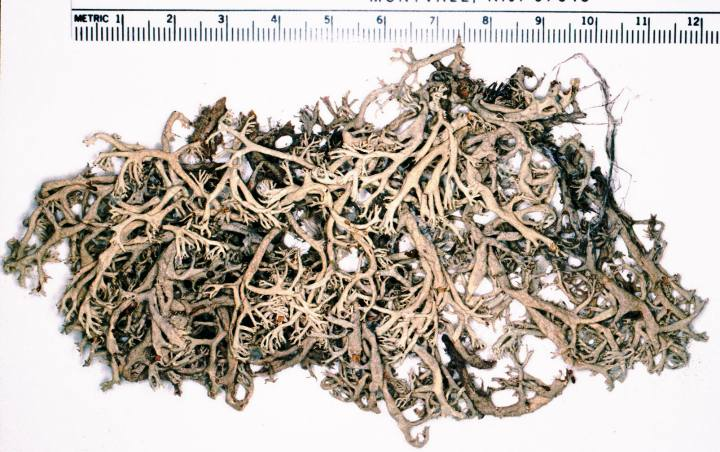
Cladonia amaurocraea

Questa specie attualmente è riferita alla sezione Unciales e presenta, al 2008, le seguenti forme, sottospecie e varietà:
- Cladonia amaurocraea f. amaurocraea (Flörke) Schaer. (1887).
- Cladonia amaurocraea f. celotea (Ach.) Vain.
- Cladonia amaurocraea f. cladonioides (Ach.) H. Olivier (1926).
- Cladonia amaurocraea f. destricta Nyl.
- Cladonia amaurocraea f. holacina (Ach.) M. Choisy (1951).
- Cladonia amaurocraea f. integerrima (Vain.) M. Choisy (1951).
- Cladonia amaurocraea f. oxyceras (Ach.) Vain.
- Cladonia amaurocraea f. pseudo-oxyceras (Delise) M. Choisy (1951).
- Cladonia amaurocraea f. spinosa (H. Olivier) M. Choisy (1951).
- Cladonia amaurocraea subsp. oxyceras (Ach.) M. Choisy (1951).
- Cladonia amaurocraea var. amaurocraea (Flörke) Schaer. (1887).
- Cladonia amaurocraea var. cladonioides (Ach.) M. Choisy (1951).
- Cladonia amaurocraea var. dichraea Flörke.

## Collegamenti esterni

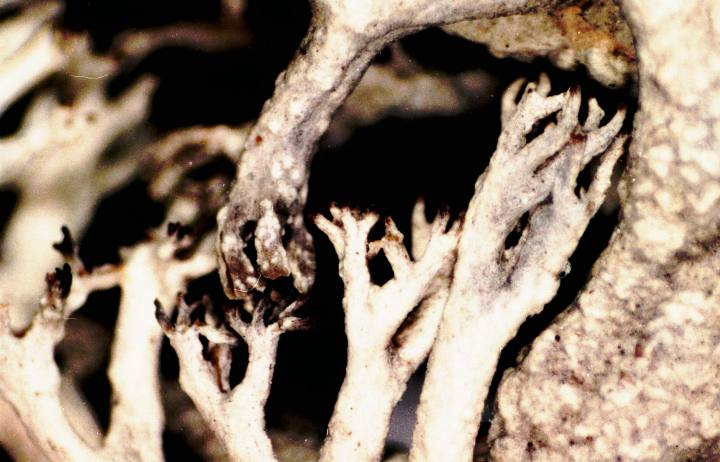
Cladonia amaurocraea